# Успение Богородично (Осничани)
Вижте пояснителната страница за други значения на Успение Богородично.
„Успение Богородично“ (на гръцки: Ναός της Κοιμήσεως της Θεοτόκου) е православна църква, разположена в костурското село Осничани (Кастанофито), Егейска Македония, Гърция. Църквата е енорийски храм на Госненското архиерейско наместничество на Костурската епархия.

## Местоположение
Църквата е разположена в центъра на селото.

## История
В храма има ценни икони от XVIII век.